# Coupe de Chine de football
La coupe de Chine de football est une compétition placée sous l'égide de la fédération de Chine de football.
Elle existe depuis 1995. Deux compétitions isolées furent disputées en 1956 et 1960. Les trois premières éditions étaient nommés FA Cup, mais ne se disputaient pas sous forme de coupe.

## Palmarès
- 1956 : Shanghai - Tianjin
- 1957-1959 : non disputées
- 1960 : Tianjin 1-0 Guangdong
- 1961-1983 : non disputées
- 1984 : Liaoning 5-0 Guangdong
- 1985 : Beijing Xuehua 4-1 Guangdong
- 1986 : Liaoning 1-0 Beijing
- 1987-1989 : non disputées
- 1990 : Bayi 4-1 Dalian
- 1991 : Shanghai 1-0 Guangzhou
- 1992 : Dalian 1-1 Guangdong (5-3 au penalty)
- 1993-1994 : non disputées

### Ère professionnelle
| Saison      | Vainqueur                  | Score                       | Finaliste                  |
| ----------- | -------------------------- | --------------------------- | -------------------------- |
| 1995        | Jinan Taishan              | 2-0                         | Shanghai Shenhua           |
| 1996        | Beijing Guoan              | 4-1                         | Jinan Taishan Jiangjun     |
| 1997        | Beijing Guoan              | 2-1                         | Shanghai Shenhua           |
| 1998        | Shanghai Shenhua           | 2-1 2-1                     | Liaoning Tianlun           |
| 1999        | Dalian Wanda Shide         | 1-2 1-2                     | Shandong Luneng Taishan    |
| 2000        | Beijing Guoan              | 1-0 1-4                     | Chongqing Longxin          |
| 2001        | Beijing Guoan              | 0-1 1-2                     | Dalian Shide               |
| 2002        | Liaoning Bird              | 3-1 0-2                     | Qingdao Hademen            |
| 2003        | Beijing Hyundai Cars       | 3-0                         | Dalian Shide               |
| 2004        | Shandong Luneng Taishan    | 2-1                         | Sichuan Guancheng          |
| 2005        | Dalian Shide               | 1-0                         | Shandong Luneng Taishan    |
| 2006        | Shandong Luneng Taishan    | 1-0                         | Dalian Shide               |
| 2007 à 2010 | Non disputée               | Non disputée                | Non disputée               |
| 2011        | Tianjin Teda               | 2-1                         | Shandong Luneng Taishan    |
| 2012        | Guangzhou Evergrande       | 1-1 (Aller) 4-2 (Retour)    | Guizhou Renhe              |
| 2015        | Jiangsu Sainty             | 0-0 (aller) 0-1 ap (retour) | Shanghai Greenland Shenhua |
| 2016        | Guangzhou Evergrande       | 1-1 (Aller) 2-2 (Retour)    | Jiangsu Suning             |
| 2017        | Shanghai Greenland Shenhua | 1-0 (Aller) 2-3 (Retour)    | Shanghai SIPG              |
| 2018        | Beijing Guoan              | 1-1 (Aller) 2-2 (Retour)    | Shandong Luneng Taishan    |
| 2019        | Shanghai Greenland Shenhua | 0-1 (Aller) 3-0 (Retour)    | Shandong Luneng Taishan    |
| 2020        | Shandong Luneng Taishan    | 2-0                         | Jiangsu Suning             |
| 2021        | Shandong Luneng Taishan    | 1-0                         | Shanghai Port              |
| 2022        | Shandong Luneng Taishan    | 2-1                         | Zhejiang Professional      |
| 2023        | Shanghai Shenhua           | 1-0                         | Shandong Luneng Taishan    |
| 2024        | Shanghai Port              | 1-0                         | Shandong Taishan           |
| 2025        |                            | -                           |                            |

## Bilan
- 6 : Shandong Luneng Taishan (anc. Jinan Taishan)

- 5: Beijing Guoan (anc. Beijing Sinobo Guoan, Beijing, Beijing Hyundai Cars)

- 4 : Shanghai Shenhua (anc. Shanghai Greenland Shenhua, Shanghai)

- 3: Dalian Shide (anc. Dalian)

- 2: Liaoning, Tianjin Teda, Guangzhou Evergrande

- 1: Bayi, Chongqing Longxin, Jiangsu Suning, Guizhou Renhe, Qingdao Hademen, Shanghai Port